# Prebold
Prebold (in tedesco Pragwald) è un comune di 4 514 abitanti della Slovenia centrale.
Si trova nella bassa valle Savinja, alla sua estremità meridionale, ai piedi della collina di Tolsti Vrh.
La prima menzione dell'abitato risale al 1288, epoca in cui apparteneva alla famiglia Žovnek.
La chiesa di San Paolo, menzionata alla metà del XIII secolo sotto il patronato del signore (ward) di Braslovče, divenne chiesa parrocchiale nel 1392. Durante il periodo delle invasioni turche vi fu costruito intorno un muro difensivo, più tardi eliminato. Le mura vennero ricostruite nel 1898 in stile neoromanico da Ferdinand Gologrant, secondo il progetto di Hans Pascher, inserendovi la lapide funeraria di Gaudenzio, vescovo di Celje nel VI secolo.
Sulla collina soprastante l'abitato si trovava il castello di Liebenstein, più tardi abbandonato, in quanto sostituito dalla residenza fortificata edificata presso la chiesa di San Paolo ad opera di Schrattenbach, e andato in rovina. L'attuale aspetto della residenza si deve ad una ricostruzione della prima metà del XVII secolo, in stile rinascimentale. Uno degli ultimi proprietari fu il barone Rudolf Adam Hackelberg, sindaco della cittadina nella seconda metà del XIX secolo e deputato al parlamento di Vienna.
Nel 1842 si stabilì nel paese una manifattura tessile, che ne favorì l'industrializzazione e lo sviluppo.
Nel libro "Moloch" dello scrittore Janko Kač la vicenda allegorica è immaginata svolgersi in un'industria tessile di Prebold.

## Geografia antropica

### Suddivisioni amministrative
Il comune è formato da 7 insediamenti (naselja):

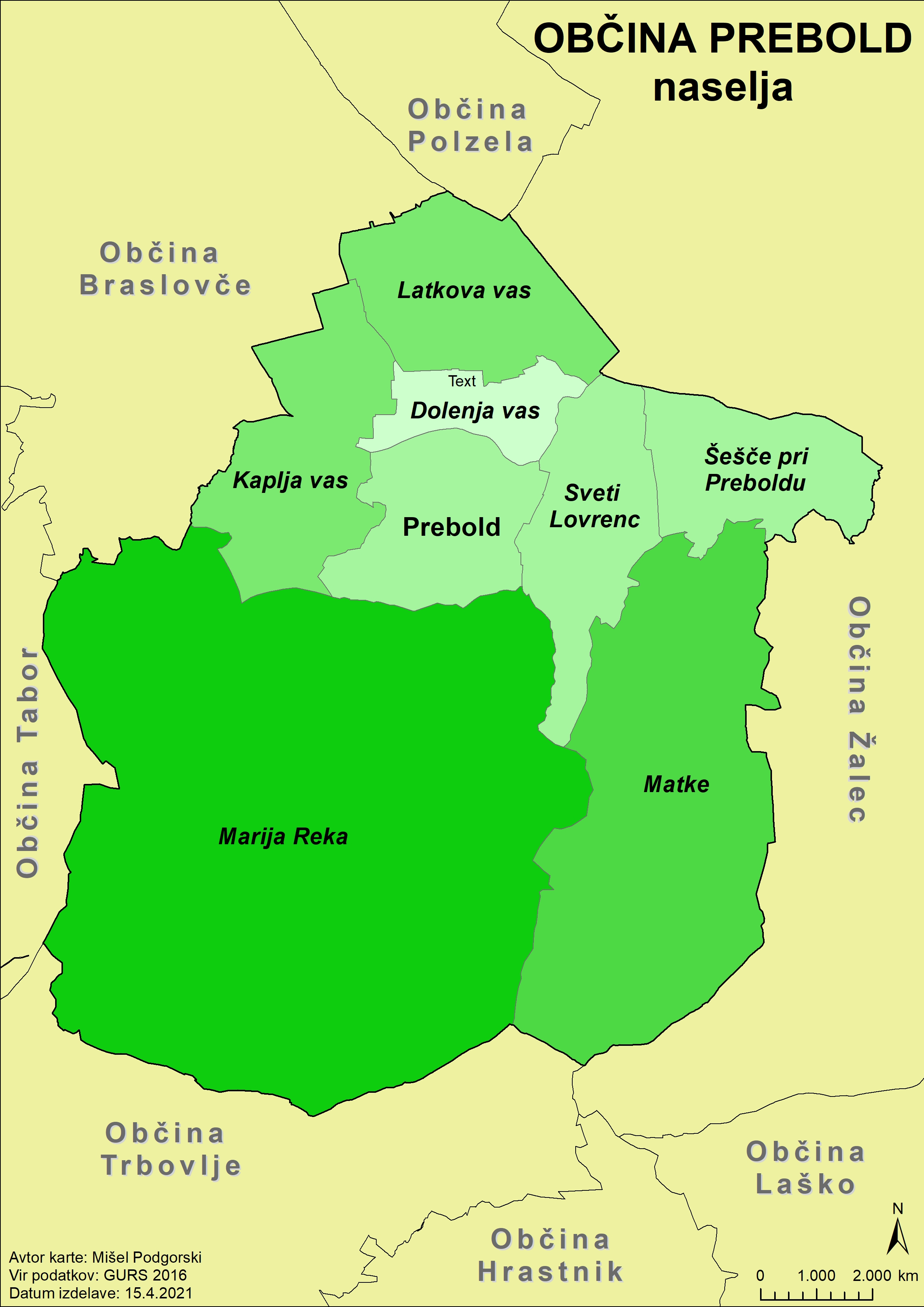
Mappa degli insediamenti del comune

- Dolenja vas
- Kaplja vas
- Latkova vas
- Marija Reka
- Matke
- Sveti Lovrenc
- Šešče pri Preboldu